# Riu Reuss
El Reuss és un riu de Suïssa, afluent de l'Aar per la riba dreta. Fa 158 km i és el quart riu més llarg que passa per Suïssa, després del Rin, l'Aar i el Roine.
El Reuss neix al massís d'Aar-Gothard, a prop del pas del Sant Gotard, a una altitud de 2.431 m. Forma la vall d'Andermatt abans d'entrar al llac dels Quatre Cantons (Vierwaldstaettersee) d'on surt per Lucerna. Segueix cap al nord, unint-se a l'Aar poc abans de la seva confluència amb el Limmat.
Les seves aigües per mitjà de l'Aar i després del Rin arribaran al mar del Nord
El seu cabal mitjà anual a Mellingen fou de 130 m³/s el 2004.

## Cantons travessats pel Reuss
- Uri
- Lucerna (Luzern)
- Zug
- Argòvia (Aargau)

## Localitats travessades pel Reuss
- Hospental
- Andermatt
- Göschenen
- Wassen
- Gurtnellen
- Silenen
- Ertsfeld
- Attinghausen
- Altdorf
- Seedorf
- Lucerna
- Emmen
- Buchrain
- Root
- Gisikon
- Sins
- Ottenbach
- Hermetschwil-Staffeln
- Zufikon
- Mellingen
- Birrhard
- Mülligen
- Birmenstorf
- Windisch
- Brugg
- Gebenstorf